# Every Breaking Wave
Every Breaking Wave è un singolo del gruppo musicale irlandese U2, il secondo estratto dal tredicesimo album in studio Songs of Innocence e pubblicato il 19 dicembre 2014.
Il brano musicale è stato di ispirazione alla scrittura dell'omonimo film del regista Aoife McArdle.

## Accoglienza
Secondo il mensile Rolling Stone, Every Breaking Wave è la terza migliore canzone pubblicata nel 2014.
Dan Lucas, giornalista della rivista statunitense Under The Radar, rileva come la parte iniziale di questo brano musicale sia estremamente simile a With or Without You.

## Video musicale
Il videoclip è la versione ridotta di un cortometraggio di 13 minuti dal titolo omonimo al brano Every Breaking Wave. Il tema è il conflitto nordirlandese negli anni '80 e tratta la storia di una coppia di giovani che si amano ma che appartengono ai due lati opposti del conflitto.

## Formazione
Gruppo
- Bono – voce, salterio
- The Edge – chitarra, tastiera, cori
- Adam Clayton – basso
- Larry Mullen Jr – batteria, percussioni

Altri musicisti
- Ryan Tedder – tastiera
- Declan Gaffney – tastiera
- Brian Burton – tastiera

Produzione
- Danger Mouse, Ryan Tedder – produzione
- Declan Gaffney – produzione aggiuntiva, ingegneria del suono
- Kennie Takahashi – ingegneria del suono aggiuntiva
- Adam Durbridge – assistenza tecnica
- Tom Elmhirst, Ben Baptie – missaggio

## Classifiche
| Classifica (2014)                | Posizione massima |
| -------------------------------- | ----------------- |
| Belgio (Fiandre)                 | 57                |
| Belgio (Vallonia)                | 68                |
| Francia                          | 93                |
| Italia                           | 67                |
| Stati Uniti (adult alternative)  | 7                 |
| Stati Uniti (adult contemporary) | 28                |
| Stati Uniti (adult top 40)       | 34                |
| Stati Uniti (alternative)        | 24                |
| Stati Uniti (rock)               | 34                |
| Stati Uniti (rock airplay)       | 23                |